# بيز مينور
بيز مينور (بالإنجليزية: Piz Minor)‏ هو أحد جبال سلسلة جبال الألب ليفينغو ويقع في كانتون غراوبوندن في سويسرا. يحتل المرتبة رقم 194 في قائمة جبال سويسرا من حيث الارتفاع، إذ يبلغ ارتفاعه حوالي 3049 متر، بينما يبلغ ارتفاع نتوء الجبل 584 متر.